# ATC (J05)
Jest to część klasyfikacji anatomiczno-terapeutyczno-chemicznej:
- J – Leki stosowane w zakażeniach
  - J 01 – Leki przeciwbakteryjne do stosowania wewnętrznego
  - J 02 – Leki przeciwgrzybicze do stosowania wewnętrznego
  - J 04 – Leki przeciwprątkowe
  - J 05 – Leki przeciwwirusowe do stosowania wewnętrznego
  - J 06 – Surowice odpornościowe i immunoglobuliny
  - J 07 – Szczepionki

Obejmuje ona leki przeciwwirusowe do stosowania wewnętrznego:

## J 05 A – Preparaty działające bezpośrednio nawirusy
- J 05 AA – Tiosemikarbazony
  - J 05 AA 01 – metysazon
- J 05 AB – Nukleozydy i nukleotydy (bez inhibitorów odwrotnej transkryptazy)
  - J 05 AB 01 – acyklowir
  - J 05 AB 02 – idoksurydyna
  - J 05 AB 03 – widarabina
  - J 05 AB 06 – gancyklowir
  - J 05 AB 09 – famcyklowir
  - J 05 AB 11 – walacyklowir
  - J 05 AB 12 – cydofowir
  - J 05 AB 13 – pencyklowir
  - J 05 AB 14 – walgancyklowir
  - J 05 AB 15 – brywudyna
  - J 05 AB 16 – remdesiwir
  - J 05 AB 17 – bryncydofowir
  - J 05 AB 18 – molnupirawir
- J 05 AC – Cykliczne aminy
  - J 05 AC 02 – rymantadyna
  - J 05 AC 03 – tromantadyna
- J 05 AD – Pochodne kwasu fosfonowego
  - J 05 AD 01 – foskarnet
  - J 05 AD 02 – fosfonet
- J 05 AE – Inhibitory proteazy
  - J 05 AE 01 – sakwinawir
  - J 05 AE 02 – indynawir
  - J 05 AE 03 – rytonawir
  - J 05 AE 04 – nelfinawir
  - J 05 AE 05 – amprenawir
  - J 05 AE 07 – fosamprenawir
  - J 05 AE 08 – atazanawir
  - J 05 AE 09 – typranawir
  - J 05 AE 10 – darunawir
  - J 05 AE 16 – ensitrelwir
  - J 05 AE 30 – nirmatrelwir i rytonawir
- J 05 AF – Nukleozydy i nukleotydy – inhibitory odwrotnej transkryptazy
  - J 05 AF 01 – zydowudyna
  - J 05 AF 02 – didanozyna
  - J 05 AF 03 – zalcytabina
  - J 05 AF 04 – stawudyna
  - J 05 AF 05 – lamiwudyna
  - J 05 AF 06 – abakawir
  - J 05 AF 07 – dizoproksyl tenofowiru
  - J 05 AF 08 – dipiwoksyl adefowiru
  - J 05 AF 09 – emtrycytabina
  - J 05 AF 10 – entekawir
  - J 05 AF 11 – telbiwudyna
  - J 05 AF 12 – klewudyna
  - J 05 AF 13 – alafenamid tenofowiru
- J 05 AG – Nienukleozydowe inhibitory odwrotnej transkryptazy
  - J 05 AG 01 – newirapina
  - J 05 AG 02 – delawirdyna
  - J 05 AG 03 – efawirenz
  - J 05 AG 04 – etrawiryna
  - J 05 AG 05 – rilpiwiryna
  - J 05 AG 06 – dorawiryna
- J 05 AH – Inhibitory neuraminidazy
  - J 05 AH 01 – zanamiwir
  - J 05 AH 02 – oseltamiwir
  - J 05 AH 03 – peramwir
  - J 05 AH 04 – laninamiwir
- J 05 AJ – Inhibitory integrazy
  - J 05 AJ 01 – raltegrawir
  - J 05 AJ 02 – elwitegrawir
  - J 05 AJ 03 – dolutegrawir
  - J 05 AJ 04 – kabotegrawir
- J 05 AP – Leki przeciwwirusowe stosowane w zakażeniach HCV
  - J 05 AP 01 – rybawiryna
  - J 05 AP 02 – telaprewir
  - J 05 AP 03 – boceprewir
  - J 05 AP 04 – faldaprewir
  - J 05 AP 05 – symeprewir
  - J 05 AP 06 – asunaprewir
  - J 05 AP 07 − daklataswir
  - J 05 AP 08 − sofosbuwir
  - J 05 AP 09 − dazabuwir
  - J 05 AP 10 − elbaswir
  - J 05 AP 11 − grazoprewir
  - J 05 AP 12 − koblopaswir
  - J 05 AP 13 − rawidaswir
  - J 05 AP 51 − sofosbuwir i ledypaswir
  - J 05 AP 52 − dazabuwir, ombitaswir, parytaprewir i rytonawir
  - J 05 AP 53 − ombitaswir, parytaprewir i rytonawir
  - J 05 AP 54 − elbaswir i grazoprewir
  - J 05 AP 55 − sofosbuwir i welpataswir
  - J 05 AP 56 – sofosbuwir, welpataswir i woksilaprewir
  - J 05 AP 57 – glekaprewir i pibrentaswir
  - J 05 AP 58 – daklataswir, asunaprewir i beklabuwir
- J 05 AR – Kombinacje leków przeciwwirusowych stosowanych w zakażeniach HIV
  - J 05 AR 01 – zydowudyna i lamiwudyna
  - J 05 AR 02 – lamiwudyna i abakawir
  - J 05 AR 03 – dizoproksyl tenofowiru i emtrycytabina
  - J 05 AR 04 – zydowudyna, lamiwudyna i abakawir
  - J 05 AR 05 – zydowudyna, lamiwudyna i nepawiryna
  - J 05 AR 06 – emtrycytabina, dizoproksyl tenofowiru i efawirenz
  - J 05 AR 07 – stawudyna, lamiwudyna i nepawiryna
  - J 05 AR 08 – emtrycytabina, dizoproksyl tenofowiru i rilpiwiryna
  - J 05 AR 09 – emtrycytabina, dizoproksyl tenofowiru, elwitegrawir i kobicystat
  - J 05 AR 10 – lopinawir i rytonawir
  - J 05 AR 11 – lamiwudyna, dizoproksyl tenofowiru i efawirenz
  - J 05 AR 12 – lamiwudyna i dizoproksyl tenofowiru
  - J 05 AR 13 – lamiwudyna, abakawir i dolutegrawir
  - J 05 AR 14 – darunawir i kobicystat
  - J 05 AR 15 – atazanawir i kobicystat
  - J 05 AR 16 – lamiwudyna i raltegrawir
  - J 05 AR 17 – emtrycytabina i dizoproksyl tenofowiru
  - J 05 AR 18 – emtrycytabina, dizoproksyl tenofowiru, elwitegrawir i kobicystat
  - J 05 AR 19 – emtrycytabina, dizoproksyl tenofowiru i rilpiwiryna
  - J 05 AR 20 – emtrycytabina, alafenamid tenofowiru i biktegrawir
  - J 05 AR 21 – dolutegrawir i rylpiwiryna
  - J 05 AR 22 – emtrycytabina, alafenamid tenofowiru, darunawir i kobicystat
  - J 05 AR 23 – atazanawir i rytonawir
  - J 05 AR 24 – lamiwudyna, dizoproksyl tenofowiru i dorawiryna
  - J 05 AR 25 – lamiwudyna i dolutegrawir
  - J 05 AR 26 – darunawir i rytonawir
  - J 05 AR 27 – lamiwudyna, dizoproksyl tenofowiru i dolutegrawir
  - J 05 AR 28 – stawudyna i lamiwudyna
- J 05 AX – Inne
  - J 05 AX 01 – moroksydyna
  - J 05 AX 02 – lizozym
  - J 05 AX 05 – pranobeks inozyny
  - J 05 AX 06 – plekonaryl
  - J 05 AX 07 – enfuwirtyd
  - J 05 AX 09 – marawirok
  - J 05 AX 10 – maribawir
  - J 05 AX 13 – umifenowir
  - J 05 AX 17 – jodek enisamium
  - J 05 AX 18 – letermowir
  - J 05 AX 19 – tiloron
  - J 05 AX 21 – imidazoliloetanoamid kwasu pentanodiowego
  - J 05 AX 23 – ibalizumab
  - J 05 AX 24 – tekowirimat
  - J 05 AX 25 – marboksyl baloksawiru
  - J 05 AX 26 – amenamewir
  - J 05 AX 27 – fawipirawir
  - J 05 AX 28 – bulewirtyd
  - J 05 AX 29 – fostemsawir
  - J 05 AX 31 – lenakapawir